# Fútbol Club Persepolis (femenino)
El Persepolis Fútbol Club Femenino (en persa: باشگاه فوتبال زنان پرسپولیس, pronunciado [pʰeɾ.seˈpo.lis]), conocido popularmente como Persépolis Femenino, es la sección femenina de su entidad matriz, el Persepolis Fútbol Club, y tiene su sede en Teherán, Irán. El equipo fue reestablecido en octubre de 2024 tras la adquisición de los derechos del equipo femenino Ako Kermanshah, marcando su regreso a la escena del fútbol femenino iraní. Actualmente compite en la Liga Femenina de Irán y disputa sus partidos como local en el estadio Marghoobkar, en Teherán. Al igual que el equipo masculino, es identificado por sus colores rojo y blanco, de los que recibe los apelativos de «rojas» o «rojiblancas».

## Historia

### Antecedentes
El fútbol femenino en Irán comenzó a desarrollarse en 1970, cuando las mujeres participaban en competiciones masculinas en calles y callejones, e incluso en algunos partidos de fútbol masculino. A partir de ese año, se tomaron medidas serias para alcanzar estándares adecuados, y las mujeres comenzaron a entrenar y formar parte de equipos como Taj, Deyhim, Persepolis y Oghab. A través de competiciones entre estos equipos, se seleccionaron las mejores jugadoras para formar el primer equipo nacional femenino iraní, compuesto por exjugadoras de voleibol, baloncesto y atletas de entre 12 y 18 años. El primer entrenador destacado fue Alan Rogers, quien también dirigía al equipo masculino de Persepolis en ese momento.
Fundación y primeras etapas
La sección femenina del Persepolis tuvo actividad en los años 70 como parte de los esfuerzos iniciales para promover el fútbol femenino en Irán. Sin embargo, tras la Revolución Iraní de 1979 y las restricciones posteriores, el fútbol femenino enfrentó largos períodos de inactividad. No fue hasta octubre de 2024 que el Persepolis F.C. volvió a establecer oficialmente su equipo femenino, tras adquirir los derechos del Ako Kermanshah Women’s Football Team. Este relanzamiento marcó un hito en la historia del club, buscando revitalizar el fútbol femenino bajo la bandera de uno de los equipos más emblemáticos de Irán.
Desarrollo y evolución
Desde su relanzamiento en 2024, el Persepolis Femenino ha generado un entusiasmo significativo entre las jóvenes iraníes interesadas en el fútbol. En los primeros días tras su anuncio, más de 300 chicas participaron en las pruebas de entrenamiento, y en cinco días, más de 500 solicitaron unirse al equipo. El club ha apostado por desarrollar jugadoras locales talentosas y competir en la Liga Femenina de Irán, enfrentándose a desafíos como las restricciones sociales y la falta de infraestructura histórica para el fútbol femenino en el país.

### Estadio
El equipo femenino del Persepolis disputa sus partidos como local en el estadio Marghoobkar, ubicado en Teherán. Aunque el equipo masculino utiliza el icónico Estadio Azadi, el equipo femenino opera en instalaciones más modestas, adaptadas a las regulaciones actuales del fútbol femenino en Irán.

### Datos del club
Nombre oficial: Persepolis Fútbol Club Femenino  
Fundación: 1970 (actividad inicial); relanzado en octubre de 2024  
Sede: Teherán, Irán  
Colores: Rojo y blanco  
Apodos: Rojas, Rojiblancas  
Estadio: Estadio Marghoobkar  
Entidad matriz: Persepolis Fútbol Club  
Federación: Federación de Fútbol de la República Islámica de Irán (FFIRI)

### Palmarés
Hasta octubre de 2024, el Persepolis Femenino no ha registrado títulos oficiales desde su relanzamiento. Sin embargo, su historia inicial en los años 70 podría incluir participaciones en competiciones locales, aunque los detalles no están plenamente documentados. El equipo está en proceso de consolidación y busca establecerse como un contendiente en la Liga Femenina de Irán.

### Trayectoria
Desde su regreso en octubre de 2024, el Persepolis Femenino ha iniciado su participación en la Liga Femenina de Irán. Su trayectoria reciente refleja un esfuerzo por reconstruir la sección femenina tras décadas de interrupciones, con un enfoque en el desarrollo de jugadoras jóvenes y la representación del legado del club.

## Jugadoras destacadas
Aún no se han identificado jugadoras destacadas específicas desde el relanzamiento de 2024, pero el club ha atraído a cientos de aspirantes en sus primeras pruebas, lo que sugiere un potencial para el surgimiento de talentos locales en el futuro.

## Rivalidades
Al igual que su contraparte masculina, el Persepolis Femenino mantiene una histórica rivalidad con el equipo femenino del Esteghlal FC, conocida como el «Derbi de Teherán». Este enfrentamiento trasciende lo deportivo y refleja la pasión de los aficionados de ambos clubes, aunque en el fútbol femenino aún está en una etapa inicial de desarrollo.